# Radar ad apertura sintetica

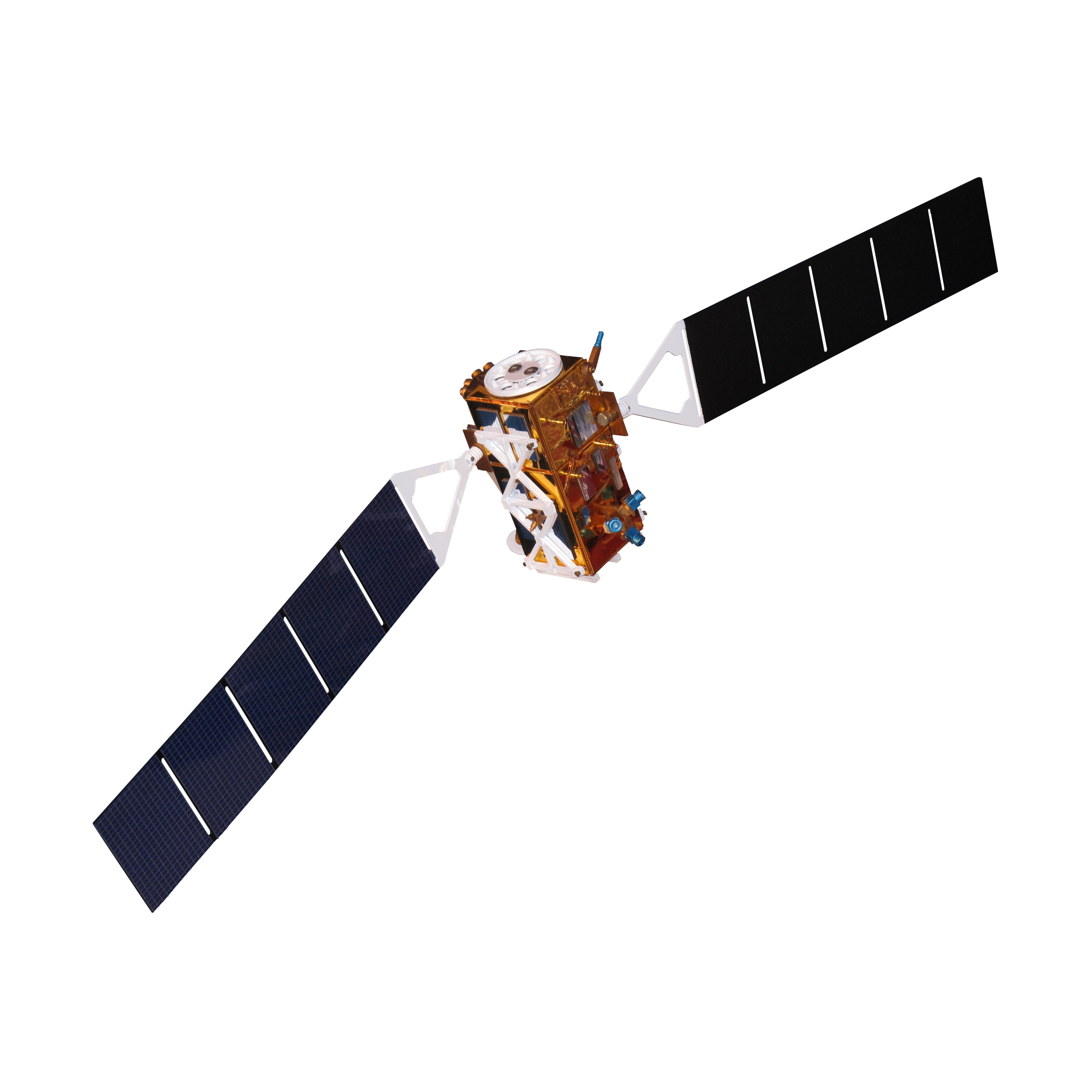
Satellite SAR Sentinel-1, ESA

Il radar ad apertura sintetica (in inglese: Synthetic Aperture Radar, da cui l'acronimo SAR) è un sistema di telerilevamento radar coerente, attivo e a microonde.

## Descrizione
Il principio alla base del SAR è la possibilità di ottenere una elevata risoluzione angolare dall'analisi dello spettro del segnale in ricezione da un sistema radar di tipo coerente.

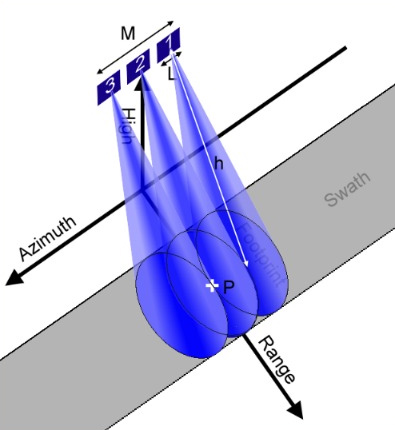
Principio di funzionamento del SAR. Lo stesso punto P è illuminato più volte dal radar in movimento.

L'immagine della regione rilevata è ottenuta distribuendo i valori mediati dell'onda elettromagnetica riflessa dalla superficie (modulo e fase) sulle aree di campionamento. Si ottiene in questo modo un'immagine pixelizzata, tipicamente in bianco e nero. Quanto più il campione è chiaro, tanto più il modulo dell'onda riflessa è elevato.
Il guadagno della superficie rilevata, dunque, dipende molto dalla disposizione geometrica delle discontinuità e dal materiale di queste discontinuità (un grattacielo di vetro e metallo avrà un guadagno in riflessione molto più alto che un palazzo in cemento). La fase dei campioni sono utilizzate nell'ambito dell'interferometria per lo studio di fenomeni naturali (es. modifiche orografiche in seguito a terremoti) e rilevamento relativo delle altezze di costruzioni in ambito cittadino.
A differenza dei sensori ottici, il SAR ha la capacità di osservare oggetti attraverso le nuvole e, anche se solo parzialmente, attraverso le precipitazioni. In questo sistema i dati rilevati sono sottoposti a una complessa procedura di post-elaborazione (basata su trasformate di Fourier e chiamata "focalizzazione") che consente la generazione di immagini ad alta risoluzione spaziale.
In particolare, sfruttando appunto questa antenna con una dimensione virtuale, si riescono a ottenere anche immagini satellitari di alta definizione (dell'ordine del metro).
Viene utilizzato comunemente a bordo di aerei e satelliti oppure su sistemi a terra.
Antenne radar ad apertura sintetica sono state montate, per esempio, sui satelliti ERS, Envisat, COSMO-SkyMed ed in passato sui satelliti russi Okean, Cosmos e ucraini Sich.

## Caratteristiche

### Polarizzazione

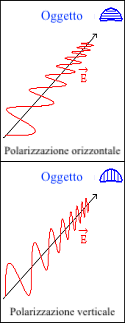
Polarizzazione verticale e orizzontale

L'antenna è in grado di generare una polarizzazione verticale o orizzontale dell'onda elettromagnetica. Ciascuna polarizzazione è in grado di meglio catturare diversi fenomeni naturali. Infatti, gli oggetti verticali, come ad esempio gli edifici, riflettono prevalentemente in maniera verticale. In maniera analoga, gli oggetti che si sviluppano in orizzontale sono caratterizzati da una risposta più forte in direzione orizzontale come, ad esempio, nel caso della vegetazione. Le superfici orizzontali non tendono a invertire la polarizazione. Essendo il satellite in grado di emettere e ricevere pulsazioni in ciascuna delle due direzioni, la scelta è basata sul tipo di applicazione di interesse.

### Risoluzione a terra
Le coordinate a terra sono definite secondo range (direzione ortogonale a quella di moto) e azimut (direzione di moto del satellite). 
Considerando l'azimut, la risoluzione a terra è indipendente dalla distanza (ma non lo è la forza del segnale) ma funzione della dimensione dell'antenna. Il vantaggio del SAR è appunto quello di poter sintetizzare tramite il movimento, un'antenna di grandi dimensioni, fisicamente impossibile da creare. La formulazione è la seguente.
{\displaystyle R_{a}={{\lambda } \over {2\cdot \theta _{a}}}}
Dove λ è la lunghezza d'onda (in m) e θa è l'angolo di integrazione (in rad).
Riguardo la direzione range, invece, la risoluzione a terra non è altro che la proiezione dalla linea di vista al terreno. La formulazione è la seguente.
{\displaystyle R_{r}={c \over {2\cdot B_{r}\cdot \sin \theta }}}
Dove c è la velocità della luce (in m/s), Br la larghezza di banda della frequenza della radiazione emessa (in Hz) e θ l'angolo di vista del satellite.

## Errori

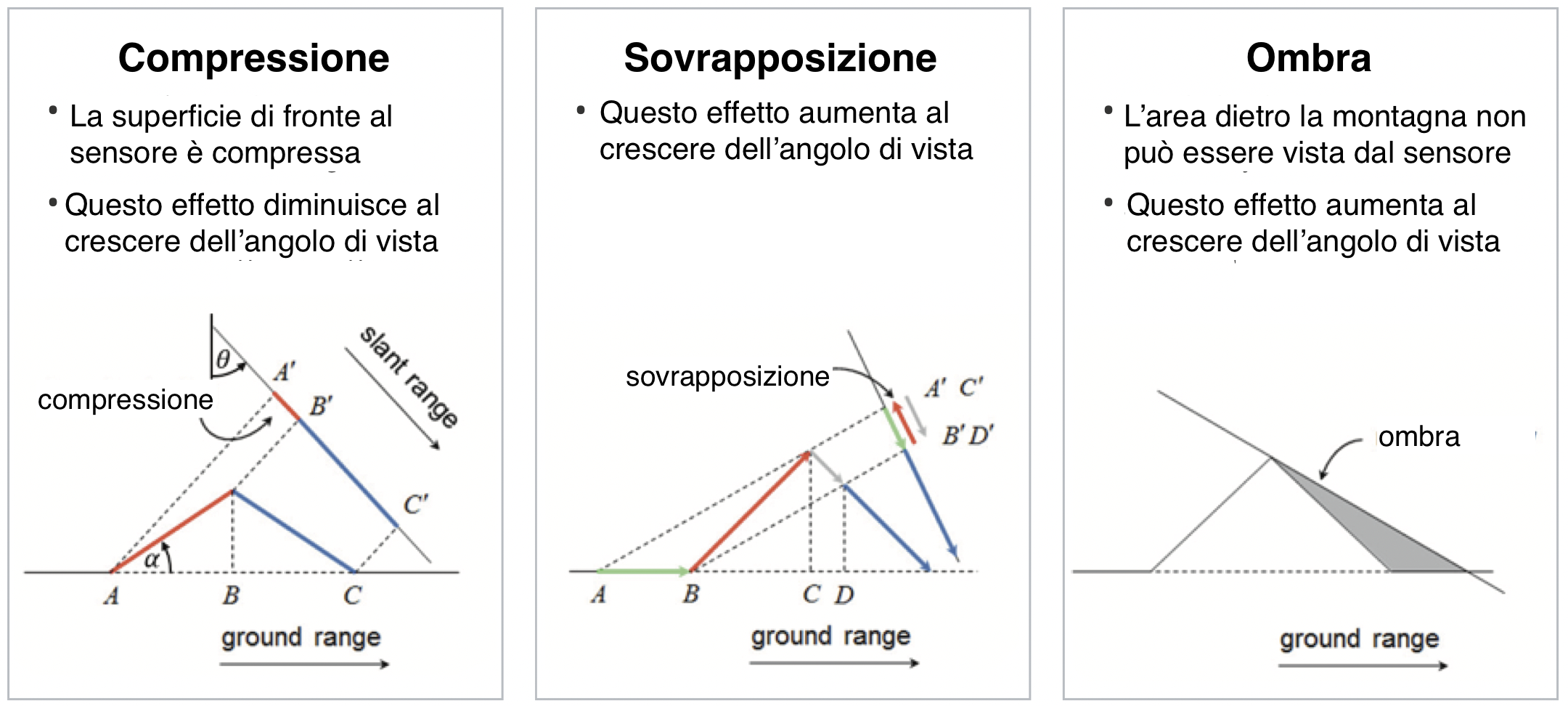
Errori geometrici del SAR

L'area di terreno coperta da ciascuna cella di risoluzione SAR dipende dalla topografia locale. Essa è fortemente influenzata dall'inclinazione del terreno nella direzione ortogonale all'orbita del satellite e da quella lungo la direzione azimutale. Finché il terreno è orizzontale nessun effetto di distorsione geometrica è presente. Aumentando l'angolo di inclinazione, invece, la normale alla superficie tende alla direzione di vista (LOS, in inglese) e la cella di risoluzione della "portata" aumenta. Questo effetto è comunemnete chiamato compressione (in inglese foreshortening). Quando, di contro, l'inclinazione del terreno è prossima all'angolo di vista (in inglese off-nadir), la cella di risoluzione diventa molto grande con la conseguente perdita di tutti i dettagli. Il caso limite è rappresentato da quando il precedentemente citato angolo è minore dell'inclinazione del terreno, risultando in una inversione dell'ordine di cattura del suolo, con la sovrapposizione delle corrispondenti viste nelle precedenti celle di risoluzione. Questo effetto è chiamato, appunto, sovrapposizione (in inglese layover). Nel caso opposto, ossia quando il terreno è parallelo alla linea di vista si ha la condizione limite, oltre la quale tutto è in ombra (in inglese shadow) e non può essere "visto" dal satellite. Un aspetto da sottolineare è come il fenomeno della compressione ha un grande impatto sull'ampiezza dell'immagine SAR; in particolare, essa sarà più luminosa perché la cella di risoluzione è più grande.